# Rio Ireng
Le rio Ireng (ou Maú) est un cours d'eau brésilien et guyanien qui arrose l'État du Roraima. 

## Géographie
Il prend sa source à l'Est du mont Roraima - dans la chaîne de tepuys qui entourent ce dernier, dans le parc national du Mont Roraima - et s'écoule sur les territoires des municipalités d'Uiramutã et Normandia avant de se jeter par la rive droite dans le rio Tacutu. Il traverse la Zone indigène de Kununuetamu, au Nord du siège municipal de Normandia. Il délimite la frontière Nord-Est de l'État du Roraima avec le Guyana. On trouve sur son parcours cinq cascades importantes : Cachoeira das Caveiras, Cachoeira Apertar da Hora, Cachoeira Sete Quedas, Cachoeira Jauari et Cachoeira Pedral Saúba. C'est un cours d'eau frontière du Brésil.